# Ботафого (четврт)
Ботафого је четврт Рио де Жанеира, налази се у јужној зони града и углавном је насељава средња класа града. Ботафого лежи на брежуљцима Mundo Novo, Santa Marta (гдје се додирује са четврти Ларанжејрас) и Morro de São João (које га одваја од Копакабане). Четврт је добила име по некадашњем колонијалном власнику цијелог дијела земље на којој се сада налази, João Pereira de Sousa Botafogo. Ботафого буквално значи запалити и у вези је са италијанским презименом Buttafuoco.
Плаже Ботафога се налазе унутар Гуанабара залива, који их штити од отвореног океана са полуострвом и истоименом четврти Урка и Шећерном Главом. Осим плажа, у Ботафогу је занимљив и музеј индијанаца - Museu do Índio, који се налази у кући Руиа Барбосе, научника чије су области интересовања биле историја и култура највећих групација домородаца Бразила. 
Највећи фудбалски клуб у Рио де Жанеиру се такође зове Ботафого